# Severn Tunnel

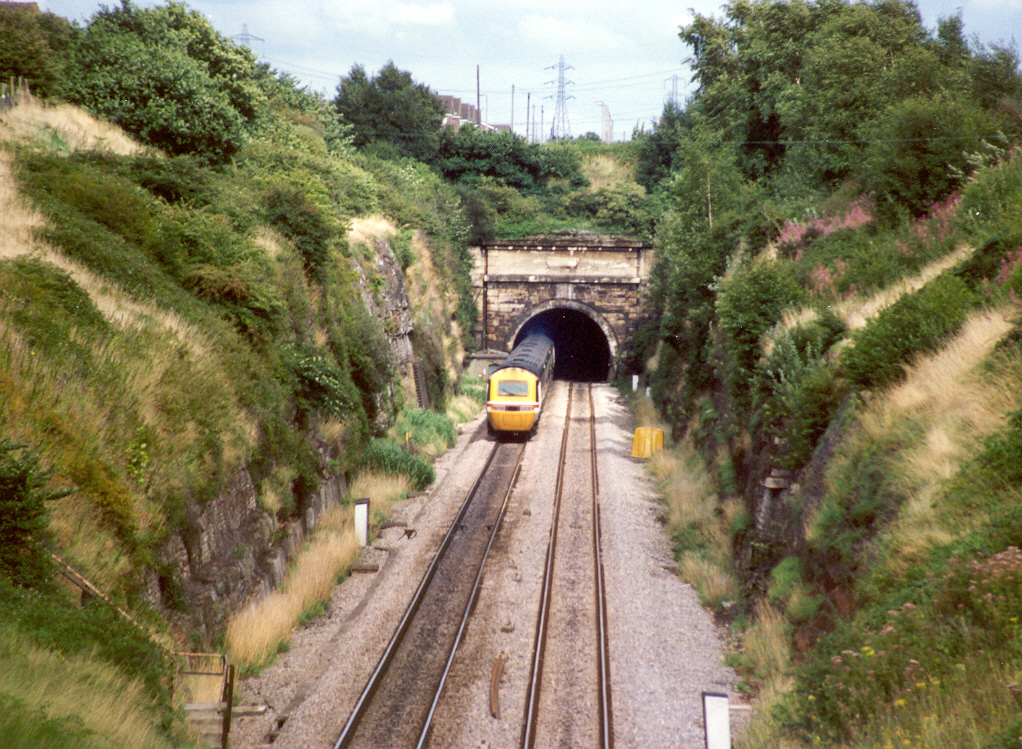
Wjazd do tunelu

Severn Tunnel (wal. Twnnel Hafren) – tunel kolejowy przebiegający pod rzeką Severn i łączący hrabstwo Gloucestershire w Anglii z Walią. Został wybudowany w latach 1873–1886 przez spółkę Great Western Railway. Jego długość wynosi 7008 m, z czego 3,62 km przebiega pod wodą. Jest drugim pod względem długości tunelem w Wielkiej Brytanii.

## Położenie
Severn Tunnel łączy hrabstwo Gloucestershire z walijskim hrabstwem Monmouthshire. Znajduje się na linii kolejowej biegnącej od stacji London Paddington do Cardiff Central i Bristol Temple Meads – jednej z pięciu linii przebiegających obecnie przez granicę angielsko-walijską. Tunel znajduje się u ujścia rzeki Severn w miejscu silnie narażonym na zmiany poziomu wody z powodu pływów.

## Dane techniczne
- Długość – 7008 m
- Długość pod wodą – 3620 m[3]
- Maksymalna głębokość tunelu  – 15,24 m
- Szerokość – 7,92 m[3]
- Liczba torów  – 2

## Historia

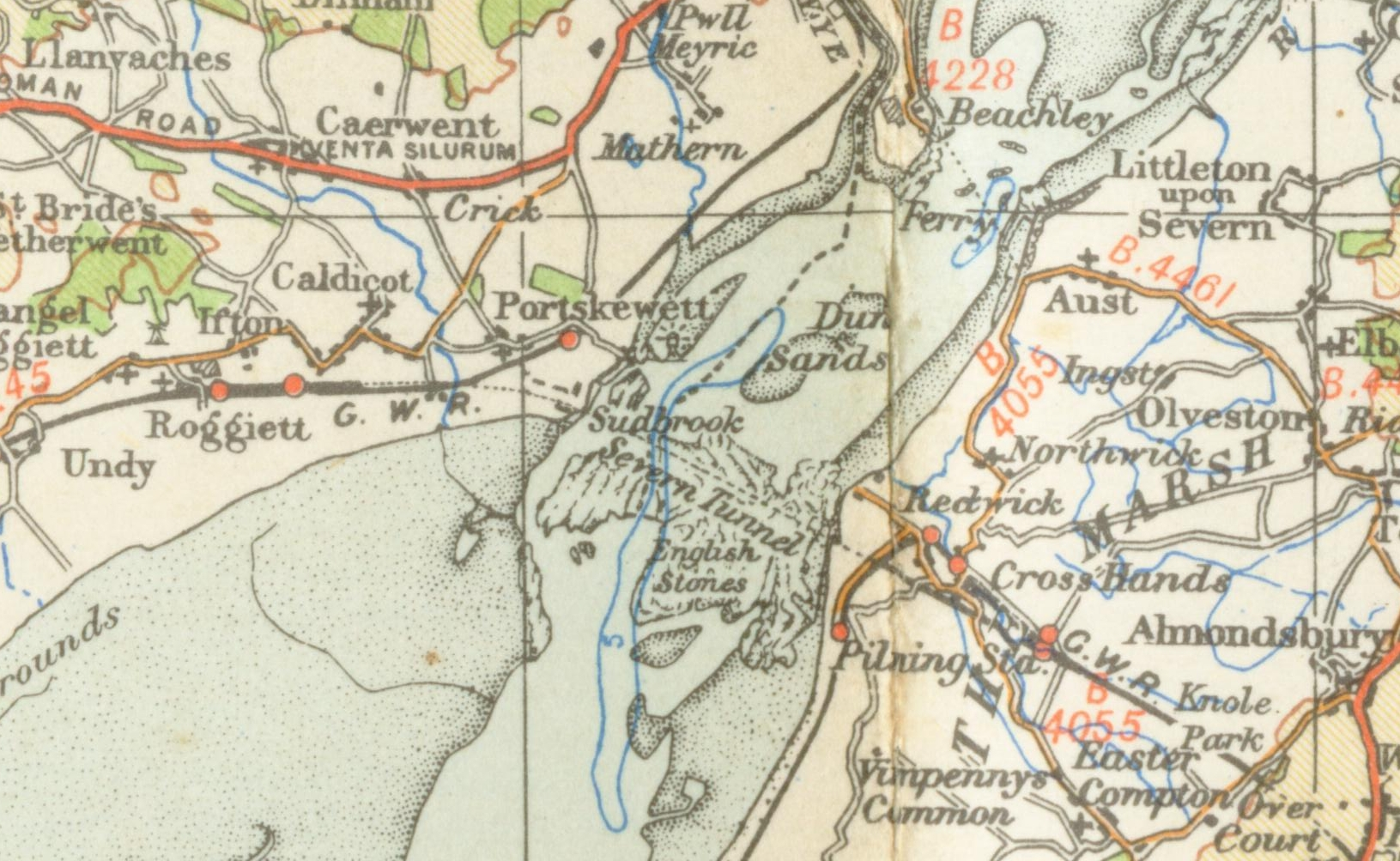
Tunel na mapie z 1946

Przed wybudowaniem tunelu istniało połączenie kolejowo-promowe, działające od 1864. W związku z dużym zapotrzebowaniem na transport węgla z walijskich kopalni rozwiązanie to okazało się niewystarczające. Z powodu wysokości pływów, które w tym miejscu dochodzą do 8 metrów, zdecydowano, aby zamiast proponowanego przez Johna Fowlera tradycyjnego mostu wybudować tunel kolejowy. Planowane koszty miały wynosić 750 000 funtów. Tunel uzyskał akceptację parlamentu w sierpniu 1872. Kontrakt przyznano bristolskim przemysłowcom Williamowi Dennisowi i Benjaminowi Perkinsowi. Budowę rozpoczęto pod koniec 1874. Prace przebiegały w trudnych warunkach z powodu twardości skały; po ponad roku wykopano zaledwie 300 m. Przed ukończeniem kontraktu koszty budowy tunelu wzrosły do 1350 tys. funtów. Zmieniono również wykonawców.

### Zalanie
Rok później (czyli w 1880) podczas kopania tunelu natrafiono na źródło, które w ciągu 24 godzin zalało teren budowy aż do poziomu rzeki. Woda wydobywała się z prędkością 1 300 000 l na godzinę. Podczas katastrofy nikt nie zginął. W tej sytuacji podpisano kolejny kontrakt na osuszenie budowy. W pracach tych zasłynął nurek Alexander Lambert, który ryzykowną akcją w zalanym tunelu pod wodą zamknął gródz wodoszczelną, co było konieczne przed próbą odpompowania wody. Po licznych problemach, m.in. awarii pompy, teren osuszono w styczniu 1881.
Od 1924 do 1964, tzn. do wybudowania mostu Severn Bridge, z przerwą na II wojnę światową, tunel służył również do transportu samochodów.

## Tunel w kulturze popularnej
- W Caldicot od 1923 działa orkiestra dęta Severn Tunnel Band[7].